# 藤田惠美
藤田惠美（日语：／ Fujita emi，1963年5月15日—）是一名日本歌手。與其前夫藤田隆二組成二重奏樂團Le Couple出道，於1994年發佈他們的第一張共同單曲，直至2001年才發佈她首張個人大碟。

## 組合階段
初出道時以夫妻檔Le Couple的名義出道，於1994年發佈了首張單曲，並持續推出共4張單曲，但一直未算普及。直至1997年其第五張單曲作品《溫暖的詩句》（ひだまりの詩）成為富士電視台大熱電視作品《同一屋簷下2》的插曲後瞬間爆紅，其單曲賣出180萬的驚人數目，並最高登上Oricon公信榜的第二名。連帶及後發佈的2支單曲及2支專輯仍有不俗成績。

## 個人發展
2001年，藤田惠美推出首張翻唱西方經典流行歌曲為主的專輯《Camomile》後獲得不俗的成績，其後續的《Camomile》系列作品延續其翻唱歌曲的路向，並得到亞洲其地地區樂迷的愛戴，分別在香港及台灣等地舉辦個人演唱會。
直至2005年，與音樂制作人森俊之、亀田誠治及佐橋佳幸組成Emi with 森龜橋（Emi即藤田惠美），並推出首張個人原創專輯《Rembrandt Sky》。
其作品當中仍以翻唱的《Camomile》系列作品較受歡迎，當中多張專輯均曾登上Oricon公信榜，當中2007年推出的《Camomile Best Audio》最高曾登上27位， 而《Camomile classics》則連續5週在香港的HMV銷售中獲得第一位。
因音樂路線上的意見不合，藤田惠美於2007年2月與其丈夫離婚。

## 音樂作品

### 翻唱專輯
- Camomile (2001)/Camomile Extra(2002)加收2曲
- Camomile Blend (2003)
- Camomile Classics (2006)
- Camomile Smile (2010)
- Camomile Colors (2018)

### 日語專輯
- Rembrandt Sky / Emi with MKB (2005)
- ココロの食卓 〜おかえり愛しき詩たち〜 (2008)
- 花束と猫 (2012)
- ありがとう ～あなたの詩 わたしの歌～ (2014)
- 盛り場 海峡 (2015)
- ココロの時間 (2020)

### 精選專輯
- Camomile Best Audio (2007)
- Camomile Plus (2007)
- 藤田恵美・Le Couple BEST (2010)
- Camomile Best Audio 2 (2016)

### 實況專輯
- Lullaby of Camomile: Live in Singapore (2005)
- Lullaby of Camomile: Concert 2008 HK Special Version LPCD45 (2008)
- Headphone Concert 2021 (2021)

### 參與專輯
- 「グッバイマイラブ」 (Ann Lewis Tribute Album 「ANNISM～Ballads～」)(2008)
- 「いつかどこかで」「きっと、恋。」 (日向敏文 「いつかどこかで」)(2009)
- オフコースのカバー曲「YES NO」(稲垣純一 「男と女２」) (2009)

### 單曲
- 「夢見る朝 ～ドボルザーク「母が教えてくれた歌」より～」（2001）
- 「影法師」/ Emi with MKB（2005）
- 「虹の橋」（2007）
- 「OMOIYARIのうた」（2010）
- 「飲んじゃって・・・」（2015）
- 「東京ロンリー・ナイト」（2017）

## 外部連結
- 官方网站
- 藤田惠美的Facebook專頁
- 藤田惠美的X（前Twitter）
- YouTube上的藤田惠美頻道